# P.S. Обичам те!
„P.S. Обичам те!“ (на английски: P.S. I Love You) е американска романтична драма от 2007 г. на режисьора Ричард Лагравенезе, който е съсценарист със Стивън Роджърс, базиран на едноименния роман от 2004 г., написан от Сесилия Ахърн. Във филма участват Хилари Суонк, Джерард Бътлър, Лиса Кудроу, Джина Гершон, Джеймс Марстърс, Хари Коник-младши и Джефри Дийн Морган.
Филмът е пуснат в Съединените щати на 21 декември 2007 г. от Warner Bros. Pictures.

## Актьорски състав
| Актьор             | Роля                                                                                |
| ------------------ | ----------------------------------------------------------------------------------- |
| Хилари Суонк       | Холи Райли-Кенеди                                                                   |
| Джерард Бътлър     | Джери Кенеди, съпруг на Холи                                                        |
| Лиса Кудроу        | Денис Хенеси, една от най-добрите приятелки на Холи                                 |
| Джина Гершон       | Шарън Маккарти, една от най-добрите приятелки на Холи                               |
| Джеймс Марстърс    | Джон Маккарти, съпруг на Шарън и най-добър приятел на Джери                         |
| Хари Коник-младши  | Даниъл Конъли, служител на Патриша и новия приятел на Холи                          |
| Джефри Дийн Морган | Уилям Галахър, любовния интерес на Холи, и най-добрия приятел на Джери от детството |
| Нели Маккей        | Киара Рейли, сестра на Холи                                                         |
| Кати Бейтс         | Патриша Хейли, майка на Холи и Киара                                                |
| Ан Кент            | Роуз Кенеди, майка на Джери                                                         |
| Браян Макграт      | Мартин Кенеди, баща на Джери                                                        |